# De 100-jarige man die uit het raam klom en verdween (film)
De 100-jarige man die uit het raam klom en verdween (Hundraåringen som klev ut genom fönstret och försvann) is een Zweedse film van Felix Herngren uit 2013, gebaseerd op het gelijknamige boek en schrijversdebuut van journalist Jonas Jonasson uit 2009.

## Verhaal
Vlak voor het feest ter gelegenheid van zijn honderdste verjaardag klimt Allan Karlsson op zijn sloffen uit het raam van het bejaardenhuis in Malmköping. Het bejaardenhuis meldt zijn vermissing bij de politie, terwijl Allan naar het nabije busstation loopt. Daar krijgt hij van een skinhead een koffer in z'n handen geduwd, waarmee hij voor de paar kwartjes die hij heeft op een bus stapt en bij een verlaten stationnetje weer uitstapt. Samen met de oude bewoner daarvan drinkt hij een borrel, maar dan blijkt de koffer vol te zitten met bankbiljetten. Terwijl de film in flashbacks Allans leven van klein jongetje tot explosievenexpert toont, waarbij hij de knappe koppen en wereldleiders van de 20ste eeuw ontmoet die allemaal iets van hem willen, stapelen de ontmoetingen, vergissingen en wonderlijke gebeurtenissen zich op. Achtervolgd door gangsters die de koffer terug willen en een politiecommissaris die hem zoekt gaat hij met nieuwe vrienden op de vlucht. 
Een dolkomische film met ontelbare explosies, achtervolgingen, nieuwe vriendschappen, onfortuinlijke doden en een 100-jarige vriendelijke trage man die vroeger al drinkend met wereldleiders de geschiedenis van de 20ste eeuw bepaalde. Niet gebaseerd op een waargebeurd verhaal, maar het hád gekund!

## Rolverdeling
- Robert Gustafsson als Allan Karlsson
- Iwar Wiklander als Julius
- David Wiberg als Benny
- Mia Skäringer als Gunilla
- Jens Hultén als Gäddan
- Bianca Cruzeiro als Caracas
- Alan Ford als Pim
- Sven Lönn als Hinken
- David Shackleton als Herbert Einstein
- Georg Nikoloff als Popov
- Sibylle Bernardin als Amanda Einstein